# Филеј
Филеј (грч. Phyleus) (лат. Phyleus) - Син Аугија, познатог по својим шталама.

## Митологија
Када је Аугије, отац Филеја, одбио да исплати Хераклову награду коју му је био обећао за чишћење штала, наредио је своме сину да он пресуди у спору између Аугија и Херакла. Филеј је, са правом пресудио у корист Херакла, али се његов отац Аугије није сложио са пресудом, и није исплатио Херакла.
Филеј, љут на оца, се иселио из земље и населио се на острво Дулијион, где је срећно владао све до своје смрти. Филејев син Мегент је суделовао у Тројанском рату са војском коју је довезао са 40 бродова, и истакао се као храбар борац.